# 尖叶铁扫帚
尖叶铁扫帚（学名：Lespedeza juncea）为豆科胡枝子属下的一个种。也称夜关门、扁座、野鸡花等。生于海拔1500米以下的山坡灌丛间。分布于中国黑龙江、吉林、辽宁、内蒙古、河北、山西、甘肃及山东等省区，朝鲜、日本、蒙古、俄罗斯西伯利亚。